# Herbert Matter
Herbert Matter (25 de Abril, 1907 – 8 de Maio, 1984) foi um fotógrafo e designer gráfico suíço-americano e é conhecido por ser um pioneiro da fotomontagem em design gráfico. O trabalho inovador e experimental do designer ajudou a moldar a linguagem gráfica do design do século XX.

## Ligações Externas
- Essay on Herbert Matter by design historian Kerry William Purcell
- Art Directors Club biography, portrait, and images of work
- herbertmatter.net
- Herbert Matter Photographs at the Stanford University Libraries
- Herbert Matter. no IMDb.